# Нинкович, Наташа
Ната́ша Ни́нкович (серб. Наташа Нинковић / Nataša Ninković; 22 июля 1972, Требине) — сербская актриса театра и кино, наиболее известна по ролям в фильмах «Спаситель», «Жизнь и война», «Профессионал», «Ловушка». Лауреат нескольких престижных премий, неоднократно признавалась лучшей актрисой отечественных и иностранных кинофестивалей.

## Биография
Наташа Нинкович родилась 22 июля 1972 года в городе Требине, Социалистическая Федеративная Республика Югославия (ныне Республика Сербская, Босния и Герцеговина). Детство провела там же с родителями Бранко и Миленой Нинкович, окончила местные начальную и среднюю школы. После окончания школы отправилась в Белград и поступила в Белградский университет, где проходила обучение на Факультете драматического искусства под руководством профессора Владимира Евтовича. Её однокурсниками были такие известные артисты Воин Четкович, Сергей Трифунович и Небойша Глоговац. Окончила университет в 1994 году.
Сниматься в кино Нинкович начала уже во время обучения в университете в 1989 году, так она исполнила эпизодические роли в фильмах «Лучший» и «Три билета в Голливуд». Стала известна широкой общественности в 1998 году, сыграв одну из главных ролей в кассовом американском фильме «Спаситель», посвящённом трагическим событиям Боснийской войны. За эту роль она удостоилась нескольких престижных кинонаград, в частности была признана лучшей актрисой на российском фестивале «Кинотавр» в Сочи, получила несколько наград на сербском фестивале достижений отечественных актёров в Нише.
В 2003 и 2004 годах снялась в фильме «Профессионал» и телесериале «Смешанный брак» соответственно. В 2006 и 2007 годах отметилась памятными ролями в сериале «Безумный, запутанный, нормальный» и фильме «Ловушка», который тоже собрал множество кинопремий разной степени значимости. В 2008 году исполнила одну из главных ролей в телесериале «Раненый орёл».
Исполнила множество ролей в спектаклях на сцене Национального театра в Белграде. Имеет несколько театральных наград: в 2002 году удостоена приза фестиваля «Дни комедии» за участие в постановке «Сон в летнюю ночь», в 2005 году признана лучшей актрисой по версии Белградского драматического театра за спектакль «Трансильвания», трижды признавалась лучшей актрисой Национального театра в Белграде (2001, 2002, 2010).
Проживает в Белграде. Замужем за Ненадом Шаренацом, есть двое детей — близнецы Лука и Матия.

## Фильмография
| Название                         | Оригинальное название        | Год  | Роль            | Примечания            |
| -------------------------------- | ---------------------------- | ---- | --------------- | --------------------- |
| Лучший                           | Najbolji                     | 1989 | официантка      |                       |
| Три билета в Голливуд            | Tri karte za Holivud         | 1993 | Луция           |                       |
| Атека Голубовича                 | Golubovića apoteka           | 1998 | Елена           | телефильм             |
| Князь Михайло                    | Knez Mihajlo                 | 1998 |                 | телефильм             |
| Спаситель                        | Savior                       | 1998 | Вера            |                       |
| Семейное сокровище               | Porodično blago              | 1998 | Ружица Ранкович | телесериал; 1998–2001 |
| Жизнь и война                    | Rat uživo                    | 2001 | Лола            |                       |
| Датчанин и Сербии                | Den serbiske dansker         | 2001 | Эма             | телефильм             |
| Мастер                           | Majstor                      | 2001 |                 | телефильм             |
| Илька                            |                              | 2003 | Елена Маркович  | телефильм             |
| Профессионал                     | Profesionalac                | 2003 | Марта           |                       |
| Смешанный брак                   | M(j)ešoviti brak             | 2004 | лола            | телесериал; 1 эпизод  |
| Что-то важное хочу Вам сказать   | Imam nešto važno da ti kažem | 2005 | мать            |                       |
| Ивкова слава                     | Ivkova slava                 | 2005 | Параскева       |                       |
| Сделано в Югославии              |                              | 2005 | Мария           |                       |
| Идеальные отношения              | Idealne veze                 | 2005 | Тамара          | телесериал            |
| Безумный, запутанный, нормальный | Ljubav, navika, panika       | 2006 | Божана          | телесериал; 1 эпизод  |
| Ловушка                          | Klopka                       | 2007 | Мария           |                       |
| Улица лип                        | Ulica lipa                   | 2007 | Сашка           | телесериал; 2007–09   |
| Регион St. 2                     | Pokrajina St. 2              | 2008 | Ружица          |                       |
| Раненый орёл                     | Ranjeni orao                 | 2008 | Вукица          | телесериал; 2008–09   |
| Горький фрукт                    | Gorki plodovi                | 2008 | Анита           | телесериал; 2008–09   |
| Скорая помощь                    |                              | 2009 |                 |                       |
| Некоторые другие истории         |                              | 2010 | Милена          |                       |
| Неразбиваемое сердце             | Nepobedivo srce              | 2011 | Кача Стаджич    | телесериал            |
| Соцветие липы на Балканах        | Cvat lipe na Balkanu         | 2011 | Рики Салом      | телесериал            |
| Смерть человека на Балканах      | Smrt čoveka na Balkanu       | 2012 | Нада            |                       |
| Дара из Ясеноваца                | Дара из Јасеновца            | 2020 | Радойка         |                       |